# Tepeolol
Tepeolol är en ort i Mexiko.   Den ligger i kommunen Huejutla de Reyes och delstaten Hidalgo, i den sydöstra delen av landet, 200 km norr om huvudstaden Mexico City. Tepeolol ligger 257 meter över havet och antalet invånare är 496.
Terrängen runt Tepeolol är huvudsakligen kuperad, men åt nordost är den platt. Runt Tepeolol är det ganska tätbefolkat, med 248 invånare per kvadratkilometer. Närmaste större samhälle är Huejutla de Reyes, 7,3 km nordost om Tepeolol. I omgivningarna runt Tepeolol växer i huvudsak städsegrön lövskog.